# Winfried von der Schulenburg
Winfried von der Schulenburg (* 1. Juni 1882 in Potsdam; † 1. Mai 1945) war ein deutscher Generalleutnant im Zweiten Weltkrieg.

## Leben
Schulenburg entstammte der Familienlinie Beetzendorf-Propstey Salzwedel, der Vater Conrad von der Schulenburg (* 1848; † 1933) wurde zuletzt Generalmajor, seine Mutter war Wanda von Saldern (* 1857; † 1940) aus Aderstedt. Er trat 1901 in die Preußische Armee ein, beim Dragoner-Regiment Nr. 2 in Schwedt, und war als Rittmeister aktiver Offizier beim Generalkommando V während des Ersten Weltkriegs. 1916 diente Schulenburg als Ordonnanz der deutschen Heeresgruppe in Bulgarien, 1917 erhielt er die Kommandierung zu türkischen Divisionsstäben. Nach Kriegsende wurde er in das Reichsheer übernommen und 1923 zum Major befördert. So kommandierte Schulenburg u. a. das 6. (Preußisches) Reiter-Regiment in Pasewalk vom 1. Januar 1931 bis 31. März 1934. 1933 wurde Schulenburg zum Generalmajor ernannt und am 1. April 1934 verabschiedet.
Mit Beginn des Zweiten Weltkrieges wurde Schulenburg zum General für das Kriegsgefangenenwesen im Oberkommando des Heeres
(OKH) ernannt. Am 31. Mai 1943 wurde seine Mobilmachungsverwendung aufgehoben.
Er blieb unverheiratet. Seine Schwester Gisela heiratete den Offizier Werner Elder von der Planitz (* 1870; † 1919), zuletzt Kommandeur des Husaren-Regiments Nr. 11.
Der General war Ehrenkommendator des Johanniterordens.